# ميرتشا إلياده
ميرتشا إلياده (بالرومانية: Mircea Eliade) (9 مارس 1907 - 22 أبريل 1986)، كاتب روماني ومؤرخ أديان وكاتب قصص خيالية وفيلسوفًا وأستاذًا في جامعة شيكاغو. كان مفسرًا رائدًا للتجارب الدينية، إذ أسس نماذج في الدراسات الدينية استمرت حتى يومنا هذا. أثبتت نظريته القائلة بأن الظهورات الكشفية المقدّسة تشكل أساس الدين، وتقسم التجربة الإنسانية للواقع إلى مكان وزمان مقدسين ومدنسين، فعاليتها بشكل واضح. من أهم إسهاماته في الدراسات الدينية نظريته حول «العودة الأبدية»، التي تنص على أن الأساطير والطقوس لا تحيي ذكرى الظهورات الكشفية المقدّسة فحسب، بل وتشارك فيها فعليًا، على الأقل من وجهة نظر المتدينين.
تُعتبر أعماله الأدبية من الأنماط الخيالية العجائبية والسير الذاتية. أشهرها روايات «الليالي البنغالية»، «الغابة المحرمة»، «إيزابيل ومياه الشيطان»، «رواية مراهق قصير النظر»، الروايتان القصيرتان «الآنسة كريستينا» و«شباب بلا شباب»، «سر الدكتور هونيغبرغر»، و«مع الفتيات الغجريات».
في وقت مبكر من حياته، كان إلياده صحفيًا وكاتبًا، وهو تلميذ للفيلسوف والصحفي الروماني اليميني المتطرف ناي إيونسكو، وعضوًا في جمعية كرايتيريون الأدبية. في الأربعينات  من القرن العشرين، شغل منصب الملحق الثقافي في المملكة المتحدة والبرتغال. عبر إلياده عدة مرات خلال أواخر ثلاثينيات القرن العشرين، علنًا عن دعمه للحرس الحديدي، وهو منظمة سياسية فاشية ومعادية للسامية. تعرضت مشاركته السياسية في ذلك الوقت، إلى جانب ارتباطاته اليمينية المتطرفة الأخرى، لانتقادات متكررة بعد الحرب العالمية الثانية.
اشتهر إلياده بسعة اطلاعه، وكان يجيد التحدث بخمس لغات (الرومانية والفرنسية والألمانية والإيطالية والإنجليزية) ويجيد القراءة بثلاث لغات أخرى (العبرية والفارسية والسنسكريتية). انتخب عضوًا في الأكاديمية الرومانية بعد وفاته.

## سيرته الذاتية

### مرحلة الطفولة
ولد في بوخارست، وكان ابن ضابط القوات البرية الرومانية جورجي إلياده (الذي كان اسم شهرته الأصلي يريميا) وجينا فاسيليسكو. كان جورجي إلياده أرثوذكسيًا، وسجل ميلاد ابنه قبل أربعة أيام من التاريخ الفعلي، ليتزامن مع عيد الشهداء الأربعين في التقويم الليتورجي. كان لدى ميرتشا إلياده أخت تُدعى كورينا، وهي والدة عالم العلامات سورين ألكسندريسكو. انتقلت عائلته بين تيكوتشي وبوخارست، واستقرت في النهاية في العاصمة في عام 1914 واشترت منزلًا في شارع ميلودي، بالقرب من بيازا روزيتي، حيث أمضى ميرتشا أغلب فترة مراهقته.
احتفظ إلياده بذكريات طفولته، وكتب في وقت لاحق من حياته عن تأثير مختلف الأحداث واللقاءات غير العادية عليه. في إحدى المرات أثناء الحملة الرومانية للحرب العالمية الأولى، عندما كان إلياده في سن العاشرة تقريبًا، شهد قصف بوخارست من قبل مناطيد زبلين الألمانية والقوى الوطنية في العاصمة المحتلة وسط أنباء أن رومانيا كانت قادرة على وقف تقدم القوى المركزية في مولدافيا.

### المراهقة والظهور لأول مرة
بعد الانتهاء من تعليمه الابتدائي في مدرسة في شارع  مانتوليزا، التحق إلياده بكلية  سبيرو هاريت الوطنية في نفس صف أرشافي أكتريان وهيغ أكتريان وبيتر فيفورانو. من بين زملائه الآخرين الفيلسوف المستقبلي كونستانتين نويكا وصديق نويكا، مؤرخ الفنون المستقبلي باربو بريزيانو. عندما كان طفلاً، كان إلياده مفتونًا بالعالم الطبيعي، الذي شكل أولى محاولاته الأدبية، وكذلك بالفولكلور الروماني والإيمان المسيحي. أثناء نشأته، كان يهدف إلى إيجاد وتسجيل ما اعتقد أنه المصدر المشترك لجميع التقاليد الدينية. قاده اهتمامه بممارسة الرياضة والمغامرات إلى احتراف تسلق الجبال والملاحة الشراعية، وانضم أيضًا إلى الكشافة الرومانية.
صمم وأبحر بقارب على نهر الدانوب مع مجموعة من الأصدقاء، من تولتشيا إلى البحر الأسود. نأى إلياده عن البيئة التعليمية، وأصبح غير راضٍ عن الانضباط المطلوب ومهووسًا بفكرة أنه كان أقبح وأقل رجولةً من زملائه. بغرض تقوية إرادته، كان يجبر نفسه على ابتلاع الحشرات وينام أربع إلى خمس ساعات فقط في الليلة الواحدة. في إحدى الفترات، فشل إلياده بأربع مواد، من بينها دراسة اللغة الرومانية.
بدلاً من ذلك، أصبح مهتمًا بالعلوم الطبيعية والكيمياء، وكذلك التنجيم، وكتب مقالات قصيرة في علم الحشرات. على الرغم من قلق والده من أنه كان في خطر فقدان بصره الذي كان ضعيفًا بالفعل، كان إلياده يقرأ بحماس. كان أحد كتابه المفضلين أونوريه دي بلزاك، ودرس أعماله بعناية. ألمّ إلياده أيضًا بالقصص القصيرة الحديثة لجيوفاني بابيني ودراسات علم الإنسان الاجتماعي لجيمس جورج فريزر.

### الدراسات الجامعية والإقامة الهندية
بين عامي 1925 و 1928، التحق بكلية الفلسفة والآداب بجامعة بوخارست في عام 1928، وحصل على شهادته من خلال دراسة حول الفيلسوف الإيطالي الحديث توماسو كامبانيلا. في عام 1927، سافر إلياده إلى إيطاليا، حيث التقى ببابيني وتعاون مع الباحث جوزيبي توتشي.
خلال سنوات دراسته، التقى إلياده بناي إيونسكو، الذي ألقى محاضرات في المنطق، ليصبح أحد تلاميذه وأصدقائه. انجذب بشكل خاص إلى أفكار إيونسكو الراديكالية واهتمامه بالدين، ما دل على الانفصال في التقليد العقلاني الذي يمثله كبار الأكاديميين مثل قسطنطين رولزديوليسكو-موترو وديمتري غوستي وتيودور فيانو.
بدأت الأعمال العلمية لإلياده بعد فترة طويلة من الدراسة في الهند البريطانية، بجامعة كلكتا. عندما وجد أن مهراجا كاسيمبازار كان راعيًا للعلماء الأوروبيين ليدرسوا في الهند، تقدم إلياده بطلب ومُنح بدلًا لمدة أربع سنوات، وتضاعف لاحقًا بواسطة منحة رومانية. في خريف عام 1928، أبحر إلى كلكتا لدراسة اللغة السنسكريتية والفلسفة تحت يدي سوريندراناث داسغوبتا، وهو خريج جامعة كامبريدج البنغالية وأستاذ بجامعة كلكتا، ومؤلف كتاب «تاريخ الفلسفة الهندية» المؤلف من خمسة مجلدات. قبل وصوله إلى شبه القارة الهندية، قام إلياده أيضًا بزيارة قصيرة لمصر. وبمجرد وصوله إلى الهند، زار عدة مناطق فيها، وقضى فترة قصيرة في الأشرم في جبال الهيمالايا.

## روابط خارجية
- ميرتشا إلياده على موقع IMDb (الإنجليزية)
- ميرتشا إلياده على موقع الموسوعة البريطانية (الإنجليزية)
- ميرتشا إلياده على موقع مونزينجر (الألمانية)
- ميرتشا إلياده على موقع ألو سيني (الفرنسية)
- ميرتشا إلياده على موقع ميوزك برينز (الإنجليزية)
- ميرتشا إلياده على موقع أول موفي (الإنجليزية)
- ميرتشا إلياده على موقع ديسكوغز (الإنجليزية)
- ميرتشا إلياده على موقع قاعدة بيانات الفيلم (الإنجليزية)